# Storie di Virginia (Filippino Lippi)
Le Storie di Virginia è un dipinto a tempera su tavola (45x126 cm) di Filippino Lippi, databile al 1478-1480 circa e conservato nel Museo del Louvre di Parigi.

## Storia
L'opera, attribuita alla prima fase giovanile dell'artista, fa coppia con una tavoletta analoga per dimensioni e tema con la Morte di Lucrezia alla Galleria Palatina di Firenze, con la quale doveva decorare il lato frontale e posteriore di un cassone, o forse due cassoni gemelli.
Tale tipo di produzione era molto in voga nella Firenze dell'epoca e se ne conoscono vari esempi sia di mano di Filippino (come Ester scelta da Assuero al Museo Condé di Chantilly), sia del suo maestro Botticelli (Storie di Lucrezia all'Isabella Stewart Gardner Museum di Boston, Storie di Virginia all'Accademia Carrara di Bergamo): infatti la tavoletta fiorentina e la sua omologa parigina hanno spesso oscillato tra l'uno e l'altro pittore, che in quel periodo collaboravano. In particolare le Storie di Virginia sono sempre state riferite a Filippino e ormai la critica è concorde nel riferirgli anche l'altra scena.
A Parigi arrivò nel 1863, tramite l'acquisto della collezione Campana.

## Descrizione e stile
La scena ha come tema fondamentale l'onore violato, ispirato al racconto di Tito Livio: Virginia, dopo essere stata rapita da Marco Claudio (a destra), viene dichiarata schiava di Appio Claudio dai Decemviri (al centro). Il padre ed il marito della donna, però, dapprima chiedono clemenza, poi, per preservare l'onore della donna, la uccidono, il che innesca la rivolta dei Romani (a sinistra). Tipico pendant con Lucrezia romana, rappresentava un modello di castità e continenza per le giovani spose, per cui è frequente trovarla su arredi nuziali, come i cassoni, o su piccole opere destinate alla decorazione di camere e altri ambienti privati.
Ispirate allo stile di Botticelli, le scene sono ambientate in una rigorosa architettura classica, dalle forme nitide, composta da un lungo portico, con scarsella chiusa al centro, oltre il quale si vedono alcuni edifici e un paesaggio, che in lontananza porta alle mura di una città, del tutto simili a quelle di Firenze.
I personaggi sono particolarmente vivaci, ma l'unità narrativa è garantita dal raccordo dello sfondo architettonico.